# 格迪耶勒區
35°47′00″N 0°26′00″W / 35.7833°N 0.4333°W

格迪耶勒區（阿拉伯语：‎），是阿爾及利亞的行政區，位於該國西北部，由奧蘭省負責管轄，首府設於格迪耶勒，面積189平方公里，1998年人口52,221，人口密度每平方公里280人。